# Сколл, Уильям
Уильям В. Сколл (англ. William V. Skall; 5 октября 1897 — 22 марта 1976) — американский кинооператор. Лауреат кинопремии «Оскар» за лучшую операторскую работу в фильме «Жанна д’Арк» и победитель премии «Золотой глобус» за операторскую работу в фильме «Камо грядеши».

## Биография
Родился 5 октября 1897 года в Чикаго, США. В 1931 году начал работать в кино в качестве помощника оператора. В качестве основного кинооператора дебютировал в 1934 году на съёмках короткометражки Star Night at the Cocoanut Grove. Его первым полнометражным фильмом стала картина 1935 года «Маленький полковник» режиссёра Дэвида Батлера. Известен по фильмам «Верёвка» Альфреда Хичкока, «Жанна д’Арк» Виктора Флеминга и «Камо грядеши» Мервина Лероя.
Умер 22 марта 1976 года в Лос-Анджелесе, США.

## Избранная фильмография
- 1947 — Жизнь с отцом / Life With Father (реж. Майкл Кёртис)
- 1948 — Верёвка / Rope (реж. Альфред Хичкок)
- 1948 — Жанна д’Арк / Joan of Arc (реж. Виктор Флеминг)
- 1950 — Ким / Kim (реж. Виктор Сэвилл)
- 1951 — Камо грядеши / Quo vadis (реж. Мервин Лерой)
- 1961 — Сумеречная зона / The Twilight Zone (19-я серия 2-го сезона. реж. Джон Брам)

## Награды и номинации
- Премия «Оскар» за лучшую операторскую работу
  - Номинировался в 1940 году за фильм «Микадо[англ.]»[4]
  - Номинировался в 1941 году совместно с Сидни Вагнером за фильм «Северо-западный проход[англ.]»[5]
  - Номинировался в 1942 году совместно с Леонардом Смитом за фильм «Билли Кид[англ.]»[6]
  - Номинировался в 1943 году совместно с Эдвардом Кронджагером за фильм «К берегам Триполи[англ.]»[7]
  - Номинировался в 1943 году совместно с Виктором Мильнером за фильм «Пожнёшь бурю[англ.]»[7]
  - Номинировался в 1943 году совместно с Милтоном Р. Краснером и У. Говардом Грином за фильм «Арабские ночи»[7]
  - Номинировался в 1948 году совместно с Певереллом Марли за фильм «Жизнь с отцом»[8]
  - Лауреат 1949 года совместно с Уинтоном Хоком и Джозефом Валентайном за фильм «Жанна д’Арк»[9]
  - Номинировался в 1952 году совместно с Робертом Сёртисом за фильм «Камо грядеши»[10]
  - Номинировался в 1955 году за фильм «Серебряная чаша»[11]

- Лауреат премии «Золотой глобус» в 1952 году за операторскую работу в фильме «Камо грядеши»[12]